# Gabrielle Bossis
Gabrielle Bossis (Nantes, 26 febbraio 1874 – Nantes, 9 giugno 1950) è stata un'attrice, scrittrice e mistica francese.
Scrisse un diario Lui ed io - Conversazioni spirituali, definito «uno dei testi mistici cattolici più importanti del nostro tempo».

## Biografia
Gabrielle Bossis apparteneva alla nobiltà francese. Il nonno, Augusto Bossis, aveva varie proprietà a Ingrandes e a Nantes. Intorno al 1830 si era dedicato alla riparazione di imbarcazioni sul "Quai de la Fosse". Il padre, Augusto Bossis, viveva di rendita a Nantes. Aveva sposato Clémence Barthélemy, dalla quale aveva avuto quattro figli: Augusto, Clémence, Marie e Gabrielle, ultimogenita.
Gabrielle crebbe in un clima colto, sensibile e mondano. A sei anni fu mandata a studiare nel collegio delle “Fedeli Compagne di Gesù” a Nantes. Il collegio era frequentato da allieve benestanti. La disciplina era molto severa. Molto timida e introversa, Gabrielle ricevette la sua Prima Comunione a dodici anni, il 10 giugno 1886.
Nel 1898 morì il padre e Gabrielle, che aveva 24 anni, si trasferì per lungo tempo sulla Costa, con la madre e la sorella Clémence. La famiglia Bossis continuò a frequentare la società internazionale e Gabrielle si distinse nella pittura, nella musica, nella scultura, nel canto, nel ricamo, nella danza, e in molti sport dell'epoca. Ricevette molte proposte di matrimonio, che rifiutò sentendo che non era la sua strada. Anche in quegli anni di vita mondana e raffinata rimase sempre fedele ai suoi sentimenti religiosi.
Nel 1908 morì la madre e quattro anni dopo, nel 1912, anche la sorella Clémence. Gabrielle, rimasta sola - perché il fratello e la sorella erano sposati - non si chiuse in se stessa. Insegnò catechismo e lavorò in un laboratorio di arredi liturgici per le Missioni, che aiutò anche economicamente.
Prese anche il diploma di infermiera e, durante la prima guerra mondiale (1914-1918), fu una crocerossina molto stimata per il suo lavoro. Nel 1918, durante un combattimento aereo nei cieli di Verdun, morì il nipote Jean, figlio della sorella Marie. Per Gabrielle, molto legata al nipote, fu un dolore molto forte. Con i redditi delle proprietà ereditate fece molta beneficenza, soprattutto alle sue due parrocchie, di Nantes e di Fresne. A Le Fresne-sur-Loire, a circa sessanta chilometri da Nantes, la famiglia Bossis era proprietaria di un antico monastero trasformato in residenza di villeggiatura. Gabrielle amò molto Fresne per la vita semplice e raccolta che vi si conduceva.
Nel 1923, a quasi cinquant' anni, su invito del curato di Fresne, don Olive, scrisse e interpretò un'operetta morale, "Le Charme". Fu un successo e Don Olive organizzò molte repliche anche in altre parrocchie. Dal 1923 al 1936, compose 13 commedie in tre atti e 14 scenette "Saynète" o "balletti".
Dal 1923 al 1948, fin quasi alla vigilia della sua morte, Gabrielle andò in tournée. Il suo nome divenne presto famoso sia in Francia che altrove. "Le Charme" venne pubblicato con molto successo e fu premiato in un concorso per "Commedie sociali". Con  "La leonessa" vinse un primo premio nel 1926. Le opere di Bossis erano estranee ad ambizioni letterarie: erano scritte per risvegliare le coscienze, per l'apostolato, e Gabrielle sostenne anche tutte le spese delle sue tournée.
Nel 1936, a sessantadue anni, accettò di organizzare una tournée in Canada. Per trascorrere le lunghe ore di viaggio a bordo del transatlantico Île-de-France incominciò a scrivere un diario sulle impressioni del viaggio. Il diario ben presto divenne qualcosa di più di una semplice cronaca, perché la "Voce" misteriosa, che aveva già avvertito in gioventù, le chiese di scrivere sotto dettatura i loro colloqui. I dialoghi si concluderanno solo alla morte della scrittrice e diventeranno l'opera "Lui et Moi". Le "conversazioni spirituali" di Gabrielle Bossis si collocano nella letteratura mistica cui appartengono anche santa Teresa di Lisieux, santa Caterina da Siena, santa Gertrude di Helfta e la beata Anna Katharina Emmerick.
Fino alla fine, anche durante le tournée, Gabrielle non risparmiò per sé sacrifici e mortificazioni dello spirito e del corpo per la salvezza delle anime, e non tralasciò mai l'Ora Santa di ogni giovedì, la Messa quotidiana, le visite al Santissimo Sacramento e il Rosario.
Nel giugno del 1940, con l'invasione tedesca, Nantes visse ore tragiche: l'occupazione costrinse gli abitanti a lasciare le proprie abitazioni e Gabrielle si rifugiò a Curzon. Nel settembre del 1943 gli Alleati bombardarono ponti e strade, per impedire la ritirata ai tedeschi in fuga, e Nantes fu duramente colpita.
Nell'autunno del 1944, rispondendo a un invito del suo Interlocutore, accettò di pubblicare alcuni estratti del suo diario, a condizione che fosse mantenuto l'anonimato. Nonostante la guerra il gesuita Padre de Parvillez, autore di molte opere letterarie e grande stimatore e amico della scrittrice, trovò un editore, Raphael Labergerie, cui consegnò i quaderni originali di Gabrielle. Ma Labergerie venne assassinato per strada poco tempo dopo. I testi furono però ritrovati intatti. Alla fine della guerra Padre de Parvillez trovò un altro editore, Gabriel Beauchesne.
La prima edizione di "Lui e io" fu pubblicata nel luglio del 1949. Nell'agosto dello stesso anno l'autrice affrontò un'operazione chirurgica per un tumore al seno. Nel marzo 1950 il tumore si era esteso anche ai polmoni. Gabrielle con grande serenità accettò l'ultima prova.
Si spense a settantasei anni, la notte del Corpus Domini, fra l'8 e il 9 giugno del 1950. Fu sepolta a Fresne. Sulla sua tomba Gabrielle stessa anni prima aveva posto un'iscrizione: "O Cristo, fratello mio/ lavorare accanto a te/ soffrire con te/ morire per te/sopravvivere in te".

## Opere

### Diario
Lui et moi (1936-1950). Il diario uscì a Parigi per la prima volta nel 1949 ed ebbe un enorme successo. Da allora ha avuto ristampe quasi annuali con traduzioni in varie lingue.
inviterà i lettori ad entrare nell'intimità del
Signore
che parla a coloro che sanno ascoltare»
(Giovanni Paolo II)

### Commedie
Le charme, Les illusions de Madame Dupont, Le ramasseur de braise, La marchande de larmes, La lionne, Ame de Poupée, Chanteuse de rue, Les herpes folles, Une vielle fill et treize gosses, Les lunes de miel en réparation, La petite veilleuse de quatre sous, Un mari dans du coton, Deux à Troyes et six à Sete.

### Operette
Les poupées mécanique, L'ậme de la clairière, La reîne Marie Amélie à Serran, Le cirque des Géantes, La femme qui a perdu son ombre, Roses et colombes, Les heures vécues, Algues et brises, Et il y avait une fois, La femme aux yeux de myosotis, Les boîtes à bijoux, Les grillonnes des foyers, Les pechés capitaux, Six femmes pour un mari.